# モーフィーリチャーズ
Morphy Richards（モーフィーリチャーズ）は、イギリス、サウス・ヨークシャーに本社を置くトースター、電気ケトル、コーヒーメーカーなどの電気調理器具 、アイロンなどを製造する会社である。
1960年代前期には、EMI傘下となり、パーロフォンのシングルレコードのカンパニースリーブにヘアドライヤーの広報マンガ「FRAN THE FAN」が3回シリーズで連載された。
1985年、アイルランドに本拠地を置くグレン・ディンプレックス・グループ傘下の小型家電ブランドとなり、英国最大の小型家電メーカーに。
2006年、グループ日本法人であるディンプレックス・ジャパンにより、日本市場本格参入。